# Chilotomina nigritarsis
Chilotomina nigritarsis es un coleóptero de la familia Chrysomelidae.
Fue descrita científicamente en 1848 por Lacordaire.